# 바나하우산숲쥐
바나하우산숲쥐(Apomys banahao)는 쥐과에 속하는 설치류의 일종이다. 필리핀 루손섬의 토착종이다.

## 특징
바나하우산숲쥐는 작은 설치류로 전체 몸길이는 250~287mm, 꼬리 길이는 111~133mm, 발 길이는 33~37mm이다. 귀 길이는 22~24mm, 몸무게는 최대 92g이다. 털이 꽤 길고, 무성하다. 상체는 진한 갈색이고 등 쪽은 빛 바랜 색을 띤다. 복부는 진한 회색 털 바탕에 희끄무레한 색을 띤다. 꼬리 길이는 머리부터 몸까지 길이 정도이다. 꼬리 윗 면은 진하고 아랫 면은 거의 희다.

## 생태
육상성 동물이며, 야행성 동물이다. 먹이는 지렁이와 무척추동물, 씨앗이다.

## 분포 및 서식지
필리핀 루손섬 중부의 바나하우 산의 토착종으로 해발 1465~1750m의 이끼 숲에서 서식한다.

## 보전 상태
최근에 발견되어 보존 등급이 아직 없다.